# Tjaša Tibaut
Tjaša Tibaut (Murska Sobota, 9 febbraio 1989) è un'ex calciatrice slovena, di ruolo centrocampista.
Nella sua ultradecennale carriera ha conquistato, sempre con la maglia del Pomurje, sette titoli di campione di Slovenia, altrettante coppe di Slovenia e, nella stagione 2015-2016, il titolo condiviso di capocannoniere del campionato. Ha inoltre indossato la maglia della nazionale slovena sia a livello giovanile che nella nazionale maggiore.
Ritiratasi nell'estate 2021, prima di appendere gli scarpini al chiodo ha colto l'occasione per disputare due campionati esteri, prima quello italiano, poi quello islandese, per terminare la carriera in patria con il Pomurje.

## Palmarès

### Club
- Campionato sloveno: 7

Pomurje: 2005-2006, 2011-2012, 2012-2013, 2013-2014, 2014-2015, 2015-2016, 2020-2021
- Coppa della Slovenia femminile: 7

Pomurje: 2004-2005, 2006-2007, 2011-2012, 2012-2013, 2013-2014, 2015-2016, 2016-2017

### Individuale
- Capocannoniere della 1.ŽNL: 1

2015-2016 (42 reti, ex aequo con Monika Conjar)